# Elezioni parlamentari in Etiopia del 2000
Le elezioni parlamentari in Etiopia del 2000 si tennero il 14 maggio per il rinnovo della Camera dei rappresentanti dei popoli.

## Risultati
| Liste | Seggi |
| --- | ----- |
| Fronte Democratico Rivoluzionario del Popolo Etiope - Fronte Popolare di Liberazione del Tigrè - Movimento Democratico Nazionale Amhara - Organizzazione Democratica del Popolo Oromo - Movimento Democratico dei Popoli del Sud Etiopia | 481   |
| Partito Democratico del Popolo Somalo | 19    |
| Altri Fronte Democratico Rivoluzionario del Popolo Etiope | 18    |
| Opposizioni | 16    |
| Indipendenti | 13    |
| Totale | 547   |